# 액상과당

프럭토스(왼쪽)와 글루코스(오른쪽)의 피셔 투영식 구조식

액상과당(液狀果糖) 또는 이성질화당(異性質化糖, 영국 영어: glucose-fructose syrup, isoglucose)은 옥수수 녹말로 만든 감미료를 말한다. 영미권에서는 고과당 옥수수 시럽(高果糖 - , 영어: high fructose corn syrup, HFCS)이라고도 한다. 일반적인 옥수수 시럽과 마찬가지로, 녹말은 효소에 의해 포도당으로 분해된다. 액상과당을 만들기 위해 옥수수 시럽은 D-자일로스 이성질화 효소에 의해 추가로 처리되어 일부 포도당이 과당으로 변환된다. 액상과당은 1970년대 초 클린턴 옥수수 가공 회사와 일본 산업기술총합연구소가 1965년 효소를 발견한 후 함께 출시했다.:5
감미료로서 액상과당은 종종 설탕과 비교되지만, 액상과당의 제조상 이점은 설탕보다 저렴하다는 것이다. "액상과당 42"와 "액상과당 55"는 각각 건조 중량 기준으로 과당 함량이 42%와 55%임을 나타내며, 나머지는 포도당이다. 액상과당 42는 주로 가공 식품과 시리얼에 사용되는 반면, 액상과당 55는 주로 청량 음료 생산에 사용된다.
미국 식품의약국(FDA)은 액상과당이 수크로스나 벌꿀과 같은 전통적인 감미료보다 안전하지 않다는 증거를 알지 못한다고 밝히고 있다. 21세기 초 액상과당의 용도와 미국 생산자들의 수출은 꾸준히 증가해왔다.

## 음식
미국에서는 액상과당이 식품 산업에서 대부분의 수크로스(식탁용 설탕)를 대체한 감미료 중 하나이다. 액상과당의 식품 제조 사용 증가에 기여한 요인으로는 국내 설탕 생산 할당량, 외국 설탕에 대한 관세, 미국 옥수수에 대한 농업 보조금 등이 있다. 이로 인해 수크로스 가격이 오르고 액상과당 가격은 낮아져 감미료 적용에 있어 제조 비용 면에서 이점을 갖게 되었다. 청량 음료에 가장 흔히 사용되는 액상과당 55는 과당 함량이 10% 더 높음에도 불구하고 단맛은 수크로스와 비슷하다. 액상과당은 제형의 단순성, 안정성, 가공 효율성 향상 등 식품 및 음료 제조에 이점을 제공한다.
액상과당(또는 일반적인 옥수수 시럽)은 대부분의 상업용 "팬케이크 시럽" 브랜드의 주요 성분으로, 메이플 시럽의 저렴한 대체품으로 사용된다. 액상 벌꿀과 같이 액상과당으로 단맛을 낸 제품의 분석법을 탐지하기 위한 시차 주사 열량측정법 및 기타 고급 테스트 방법이 사용된다.

## 생산

### 과정
현재 공정에서 옥수수는 제분되어 옥수수 녹말을 추출하고, "산-효소" 공정이 사용되는데, 이 공정에서는 옥수수 녹말 용액을 산성화하여 기존 탄수화물을 분해하기 시작한다. 고온 효소를 첨가하여 녹말을 더 대사하고 생성된 당을 과당으로 전환한다.:808–813 첫 번째로 첨가되는 효소는 알파 아밀레이스로, 이는 긴 사슬을 더 짧은 당 사슬(소당류)로 분해한다. 글루코아밀레이스를 혼합하여 이를 포도당으로 전환한다. 생성된 용액은 활성탄을 사용하여 단백질을 제거하기 위해 여과된다. 그런 다음 이온 교환 수지를 사용하여 용액의 미네랄을 제거한다. 정제된 용액은 고정된 자일로스 이성질화 효소를 통과하여 당이 약 50-52%의 포도당(일부 미전환된 올리고당 포함)과 42%의 과당(액상과당 42)이 되며, 다시 탈미네랄화하고 활성탄을 사용하여 다시 정제한다. 일부는 크로마토그래피를 통해 액상과당 90으로 가공된 다음, 액상과당 42와 혼합되어 액상과당 55를 형성한다. 이 과정에 사용되는 효소는 미생물 발효를 통해 만들어진다.:808–813:20–22

### 구성 및 종류
액상과당은 24%의 물로 이루어져 있으며, 나머지는 주로 과당과 포도당이며 0~5%의 미가공 포도당 중합체가 포함된다.
식품 및 음료 제조에 사용되는 가장 일반적인 형태의 액상과당은 미국 미국연방규정집(21 CFR 184.1866)에 명시된 바와 같이 건조 중량 기준으로 과당이 42%("액상과당 42") 또는 55%("액상과당 55") 함유되어 있다.
- 액상과당 42(물을 무시하면 약 42% 과당)는 음료수, 가공 식품, 시리얼 및 구운 음식에 사용된다.[9][21]
- 액상과당 55는 주로 청량 음료에 사용된다.[9]
- 액상과당 70은 젤리 충전에 사용된다[22]

## 상업 및 소비

1966년부터 2013년까지 미국의 설탕 및 옥수수 기반 감미료 1인당 건조 중량 소비량

액상과당의 세계 시장은 2019년 59억 달러에서 2024년 76억 달러로 성장할 것으로 예상된다.

### 중국
중국에서 액상과당은 감미료 수요의 약 20%를 차지한다. 설탕 가격 상승으로 인해 액상과당이 인기를 얻었으며, 가격은 설탕의 3분의 1에 불과하다. 2017년 생산량은 4,150,000톤에 달할 것으로 추정되었다. 총 생산된 액상과당의 약 절반은 필리핀, 인도네시아, 베트남, 인도로 수출된다.

### 유럽 연합
유럽 연합(EU)에서 액상과당은 아이소글루코스 또는 포도당-과당 시럽(GFS)으로 알려져 있으며, 미국의 액상과당 42(42%) 및 액상과당 55(55%)에 비해 과당 함량이 20~30%이다. 미국에서는 액상과당이 옥수수로만 생산되는 반면, EU 제조업체는 옥수수와 밀을 사용하여 GFS를 생산한다. GFS는 한때 설탕 생산 할당량의 적용을 받았으나, 2017년 10월 1일 폐지되어 기존의 72만 톤 생산 상한선이 사라지고 제한 없이 생산 및 수출이 가능해졌다. EU에서 청량 음료의 GFS 사용은 제조업체가 최소 42%의 과당 함량을 가진 GFS를 충분히 공급받지 못하기 때문에 제한적이다. 그 결과, 청량 음료는 주로 50% 과당 함량을 가진 수크로스로 단맛을 낸다.

### 일본
일본에서는 액상과당을 異性化糖(이세이카-토; 이성화당)이라고도 부른다. 일본의 액상과당 생산은 정부 정책으로 인해 설탕 가격이 상승한 후에 발생했다. 일본 액상과당은 주로 수입된 미국 옥수수로 제조되며, 생산량은 정부의 규제를 받는다. 2007년부터 2012년까지 액상과당은 일본 감미료 시장의 27~30%를 차지했다. 일본은 2016년에 약 80만 톤의 액상과당을 소비했다. 미국 농무부에 따르면 일본에서 액상과당은 미국 옥수수로 생산된다. 일본은 연간 300만 톤 수준으로 수입하며, 옥수수 수입량의 20%가 액상과당 생산을 위한 것이다.

### 멕시코
멕시코는 미국 액상과당의 최대 수입국이다. 액상과당은 전체 감미료 소비량의 약 27%를 차지하며, 멕시코는 2018년에 983,069톤의 액상과당을 수입했다. 미국 농무부 해외 농업국 보고서에 따르면 멕시코의 청량 음료 산업은 설탕에서 액상과당으로 전환하고 있으며, 이는 미국 액상과당의 멕시코 수출을 증가시킬 것으로 예상된다.
2002년 1월 1일, 멕시코는 사탕수수로 단맛을 내지 않은 청량 음료 및 시럽에 20%의 음료세를 부과했다. 미국은 이 세금에 대해 WTO에 이의를 제기했다. 2006년 3월 3일, WTO는 이 세금이 WTO 규정에 의해 정당화되지 않은 채 미국 액상과당 수입에 대한 차별적 조치라고 판결하여 미국의 손을 들어주었다.

### 필리핀
필리핀은 중국 액상과당의 최대 수입국이었다. 액상과당 수입량은 2016년에 373,137톤으로 최고치를 기록했다. 국내 설탕 생산자들의 불만으로 인해 중국 수출에 대한 단속이 시작되었다. 2018년 1월 1일, 필리핀 정부는 액상과당으로 단맛을 낸 음료에 12페소(0.24달러)의 세금을 부과한 반면, 다른 설탕으로 단맛을 낸 음료에는 6페소(0.12달러)를 부과했다.

### 미국
미국에서 액상과당은 1970년대부터 식품 제조에 널리 사용되었는데, 주로 비슷한 단맛 때문에 수크로스를 대체하는 용도로 쓰였다. 액상과당은 제조 품질을 향상시키고, 사용이 더 쉬웠으며, 가격이 더 저렴했다. 국내 액상과당 생산은 1980년 220만 톤에서 1999년 950만 톤으로 최고치를 기록했다. 액상과당 사용량은 미국에서 수크로스 사용량과 거의 같지만, 전 세계 제조에 사용되는 감미료의 90% 이상은 수크로스이다.
2017년 미국의 액상과당 생산량은 830만 톤이었다. 액상과당은 과립형 수크로스보다 취급이 더 쉽지만, 일부 수크로스는 용액 형태로 운송된다. 수크로스와 달리 액상과당은 가수분해될 수 없지만, 액상과당의 유리 과당은 고온에서 보관할 때 하이드록시메틸푸르푸랄을 생성할 수 있다. 이러한 차이는 산성 음료에서 가장 두드러진다. 코카콜라와 펩시와 같은 청량 음료 제조업체는 다른 나라에서는 설탕을 계속 사용하지만, 1980년에 미국 시장에서는 액상과당으로 전환했으며, 1984년에 완전히 전환했다. 아처 대니얼스 미들랜드와 같은 대기업들은 정부의 옥수수 보조금 지속을 위해 로비한다.
미국에서 액상과당 소비량은 1999년 1인당 37.5 lb (17.0 kg)으로 최고치를 기록한 이후 감소했다. 2018년 미국인의 평균 액상과당 소비량은 약 22.1 lb (10.0 kg)이었으며, 정제된 사탕수수 및 사탕무 설탕은 40.3 lb (18.3 kg)이었다. 이 국내 액상과당 소비량 감소는 제품 수출을 촉진했다. 2014년 액상과당 수출액은 4억 3,600만 달러로 1년 만에 21% 감소했으며, 멕시코가 수출량의 약 75%를 차지했다.
2010년 옥수수 정제 협회는 FDA에 액상과당을 "옥수수 설탕"으로 부르도록 청원했으나, 이 청원은 거부되었다.

### 베트남
베트남의 액상과당 수입량의 90%는 중국과 한국에서 온다. 2017년 수입량은 총 89,343톤에 달했다. 2017년 액상과당 1톤의 가격은 398달러였으며, 설탕 1톤은 702달러였다. 액상과당은 수입세가 0센트이고 할당량이 없지만, 할당량 내의 사탕수수는 5%의 세금이 부과되고, 할당량 외의 백설탕 및 원당은 각각 85%, 80%의 세금이 부과된다. 2018년 베트남 사탕수수 및 설탕 협회(VSSA)는 현행 세금 정책에 대한 정부의 개입을 요구했다. VSSA에 따르면, 설탕 회사들은 대출 정책이 강화되어 협회 회원사들이 파산 위험에 처해 있다.

## 건강

### 영양
액상과당은 76%의 탄수화물과 24%의 물로 구성되어 있으며, 상당량의 지방, 단백질 또는 미량영양소는 포함하지 않는다. 100그램의 기준량에 281 칼로리를 공급하며, 19그램의 테이블스푼 1개에는 53칼로리를 공급한다.

### 비만 및 대사 증후군
대사 증후군에서 과당의 역할은 논란의 대상이 되어왔지만, 2022년 현재, 과당이나 액상과당이 수크로스를 대체할 때 심대사 표지자에 어떤 영향을 미친다는 과학적 합의는 없다. 2014년 체계적 고찰에서는 액상과당 섭취와 간 질환, 효소 수치 또는 지방 함량 사이에 연관성이 있다는 증거가 거의 없음을 발견했다.
2018년 검토에 따르면 설탕이 든 음료와 과당 제품의 섭취를 줄이면 비알코올성 지방간 질환과 관련된 간 지방 축적을 줄일 수 있다고 한다. 2018년 미국심장협회는 남성은 하루 9 테이블스푼(45 밀리리터), 여성은 6 테이블스푼(30 밀리리터)으로 식단에 첨가된 설탕(말토스, 수크로스, 액상과당, 당밀, 사탕수수 설탕, 옥수수 감미료, 원당, 시럽, 벌꿀 또는 과일 농축액 포함) 총량을 제한할 것을 권고했다.

### 안전 및 제조 문제
2014년 이후 미국 FDA는 액상과당이 안전한 식품 첨가물로 식품 및 음료 제조 성분으로 일반적으로 안전하다고 인정된다고 판단했으며, 시판되는 액상과당 제품이 다른 영양 감미료를 포함한 제품과 안전성 면에서 다르다는 증거는 없다. 2010년 미국 식이 지침은 식단에서 첨가된 설탕을 제한할 것을 권고했다.
액상과당에 대한 한 가지 소비자 우려는 옥수수 가공이 과일 과일 즙 농축액이나 용설란 즙과 같은 일반적인 설탕 원료에 사용되는 것보다 더 복잡하다는 것이지만, 원재료에서 파생된 모든 감미료 제품은 과육, 가수분해, 효소 처리 및 여과 등 천연 자원으로부터 감미료를 제조하는 다른 일반적인 단계와 유사한 가공 단계를 포함한다. 액상과당을 만드는 현대적인 공정에서는 옥수수 녹말 용액을 산성화하여 기존 탄수화물을 소화시킨 다음, 효소를 첨가하여 옥수수 녹말을 더 대사하고 결과적으로 생성된 설탕을 과당과 포도당으로 전환시키는 "산-효소" 단계가 사용된다. 2014년에 발표된 분석에 따르면 액상과당으로 단맛을 낸 무작위로 선택된 80개의 탄산 음료 샘플에서 액상과당의 과당 함량이 일관되게 나타났다.
이전 제조상의 한 가지 우려는 액상과당에 가공 중에 생성된 반응성 카보닐 화합물이나 최종당화산물이 포함되어 있는지 여부였다. 그러나 액상과당이 이러한 화합물로부터 식이적 위험을 초래하지 않는다는 증거로 이러한 우려는 불식되었다.
2004년까지 일부 액상과당 제조 공장에서는 클로르알칼리 옥수수 가공 방식을 사용했으며, 수은 전지 기술을 옥수수 원료 소화에 적용하는 경우 일부 액상과당 배치에서 수은 잔류물이 소량 남았다. 2009년 발표에서, 옥수수 정제 협회는 미국 액상과당 제조 산업의 모든 공장이 수년 동안 수은 없는 공정을 사용해 왔으며, 이전 보고서는 구식이라고 밝혔다.

## 기타

### 맛 차이
멕시코를 포함한 대부분의 국가에서는 청량 음료에 수크로스 또는 식탁용 설탕을 사용한다. 미국에서는 코카콜라와 같은 청량 음료가 일반적으로 액상과당 55로 만들어진다. 액상과당은 수크로스보다 단맛이 더 강하다. 일부 미국인들은 멕시칸 코카콜라와 같은 음료를 이국적인 식료품점에서 찾아 마시는데, 이는 액상과당으로 단맛을 낸 코카콜라보다 맛을 더 선호하기 때문이다. 유대인 명절인 유월절 기간 동안 미국에서 판매되는 코셔 코카콜라도 액상과당 대신 수크로스를 사용한다.

### 양봉
미국 양봉업에서 액상과당은 꿀이 부족할 때 일부 관리되는 꿀벌 군집을 위한 꿀 대체물로 사용된다. 그러나 액상과당을 약 45 °C (113 °F)로 가열하면 벌에게 유독한 하이드록시메틸푸르푸랄이 과당 분해로 인해 형성될 수 있다. 일부 연구자들은 액상과당으로 꿀을 대체하는 것이 군집 붕괴 현상의 여러 요인 중 하나라고 언급하지만, 액상과당이 유일한 원인이라는 증거는 없다. 벌집 꿀과 비교할 때, 액상과당과 수크로스 모두 벌에게 먹였을 때 영양실조의 징후를 보였는데, 이는 꿀벌 건강에 영향을 미치는 단백질 대사 및 기타 과정에 관여하는 유전자 발현에서 분명했다. 액상과당과 수크로스 식단이 벌의 유전자 발현에 미치는 영향의 차이는 꿀과의 차이와 비교할 때 매우 미묘하다.

### 홍보
액상과당은 제품 광고 및 "천연"이라는 라벨링 방식과 관련하여 여러 가지 홍보상 우려를 낳았다. 그 결과, 여러 회사들은 이전에 액상과당으로 만들었던 제품들을 수크로스(식탁용 설탕)로 되돌려 제조했다. 2010년 옥수수 정제 협회는 액상과당을 "옥수수 설탕"으로 개명할 것을 신청했으나, 2012년 FDA에 의해 기각되었다.
2016년 8월, 맥도날드는 소비자의 건강 우려를 해소하기 위해 번에 들어가는 모든 액상과당을 수크로스(식탁용 설탕)로 대체하고, 메뉴 항목에서 보존제 및 기타 인공 첨가물을 제거할 것이라고 발표했다. 맥도날드의 수석 부사장인 매리언 그로스(Marion Gross)는 "소비자들이 액상과당에 대해 좋지 않게 생각한다는 것을 알고 있으며, 우리는 그들이 원하는 것을 대신 제공하고 있다"고 밝혔다. 21세기 초 요플레, 게토레이, 허쉬와 같은 다른 회사들도 액상과당을 단계적으로 없애고 일반 설탕으로 대체했는데, 이는 소비자들이 설탕이 더 건강하다고 인식했기 때문이다. 펩시코와 하인즈 같은 회사들도 액상과당 대신 설탕을 사용하는 제품을 출시했지만, 여전히 액상과당으로 단맛을 낸 제품을 판매하고 있다.

## 역사
액상과당의 상업적 생산은 1964년에 시작되었다.:17 1950년대 후반 아이오와주 클린턴의 클린턴 옥수수 가공 회사의 과학자들은 옥수수 녹말에서 포도당을 과당으로 전환하려고 시도했지만, 그들이 사용한 공정은 대규모로 확장할 수 없었다.:17 1965년에서 1970년 사이, 일본 산업기술총합연구소의 다카사키 요시유키(Yoshiyuki Takasaki)는 효모에서 열에 강한 자일로스 이성질화 효소를 개발했다. 1967년 클린턴 옥수수 가공 회사는 스트렙토미세스속 박테리아에서 파생된 포도당 이성질화 효소를 제조할 독점 라이선스를 획득하고 1967년 2월에 액상과당의 초기 버전을 출시하기 시작했다.:140 1983년 FDA는 액상과당을 "일반적으로 안전한 것으로 인정되는(GRAS)" 물질로 인정했으며, 이 결정은 1996년에 재확인되었다.
전 세계 설탕 산업이 발전하기 전에는 식이 과당이 몇 가지 품목으로 제한되었다. 우유, 육류, 대부분의 채소와 같이 많은 초기 식단의 주식에는 과당이 없으며, 포도, 사과, 블루베리와 같은 과일에는 무게 기준으로 5~10%의 과당만이 발견된다. 그러나 대부분의 전통 건조 과일에는 약 50%의 과당이 포함되어 있다. 1970년부터 2000년까지 미국에서 "첨가당"은 25% 증가했다. 액상과당이 더 저렴하고 다용도의 감미료로 인정되면서, 미국에서 청량 음료의 주요 감미료로 수크로스를 대체하게 되었다.
1789년 이래로 미국 설탕 산업은 외국산 설탕에 대한 관세 형태로 무역 보호를 받아왔으며, 동시에 옥수수 재배 농가에 대한 보조금은 액상과당의 주요 성분인 옥수수를 저렴하게 만들었다. 이에 따라 더 저렴한 설탕 대체제를 찾던 산업 사용자들은 1970년대에 액상과당을 빠르게 채택했다.

## 같이 보기
- 과당
- 대사 증후군
- 고 말토스 옥수수 시럽
- 시럽 목록